# Клопітниця
Клопітниця (пол. Kłopotnica) — колишнє лемківське село, а тепер — присілок села Перегримка у Ясельському повіті Підкарпатського воєводства Республіки Польща. Територія входить до гміни Осек-Ясельський.

## Розташування
Лежить на правому березі річки Клопітниця — лівої притоки річки Віслока.
Прилягає до воєводської дороги № 993. 9 км до центру гміни села Осєк Ясельський, 15 км до повітового центру Ясло і 64 км до воєводського центру Ряшева.

## Історія села
Село закріпачене на німецькому праві за Казимира Великого. У XV ст. переведена на волоське право.
Наприкінці XIX ст. в селі було 163 жителі, всі— греко-католики.
Тилявська схизма не торкнулася жителів села: станом на 1936 рік тут проживало 145 греко-католиків.
До 1945 року було чисто лемківське населення: зі 150 жителів села — всі 150 українці.
До 1945 р. жителі села належали до греко-католицька парохії Перегримка Дуклянського деканату, до якої також входили Гута Самокляська, Мрокова, Самокляски і Змигород. Метричні книги провадились від 1784 р.
У 1945 році частину мешканців села було переселено на схід України, а решту в 1947 році в результаті операції «Вісла» було депортовано на понімецькі землі Польщі, на їх місце були поселені поляки, а малолюдне поселення приєднане до села Перегримка.